# Bråskov
Bråskov har 203 indbyggere  (2024) og svinger på grænsen mellem en by og en landsby (som er 200 indbyggere), men Bråskov er også på nippet til at vokse sammen med byen Hornsyld og blive en vestlig bydel i den.
Bråskov ligger 13 km syd for Horsens, 22 km nordøst for Vejle, 16 km nordvest for Juelsminde og 10 km øst for Hedensted. Bråskov hører til Hedensted Kommune og ligger i Region Midtjylland. I 1970-2006 hørte Bråskov til Juelsminde Kommune.
Bråskov hører til Stenderup Sogn. Stenderup Kirke ligger i Stenderup, 4 km nord for Bråskov.

## Faciliteter
- Forsamlingshuset Bråskovhus er et "nøglehus", hvor lejeren selv sørger for arrangementet.[2]
- Købmandsforretningen fra 1909 lukkede i 2017.[3]

## Historie

### Jernbanen
Bråskov fik station på Horsens-Juelsminde Jernbane (1884-1957). Stationen lå på bar mark, men i 1935 blev der 800 m længere mod nord ved landsbyen Brå oprettet et trinbræt, som i 1939 fik perron og venteskur. Stationen havde privat sidespor. Det høje 3-etages posthus skyldtes at herfra blev al post fordelt til den sydlige del af Bjerre Herred.
Stationsbygningen er bevaret på Bråskovhusvej. Mod sydøst fra stationen er ½ km af banens tracé bevaret, og mod nordvest fører en "kløversti" til jernbanebroen over Urlev Å og et stykke af den høje banedæmning.

### Stationsbyen
I 1904 blev Bråskov beskrevet således:"Braaskov med Jærnbane- og Telegrafst."